# Михайло Грушевський (монета 2016)
«Миха́йло Груше́вський» — ювілейна монета номіналом 2 гривні, випущена Національним банком України. Присвячена 150-річчю історика, організатора української науки, літературознавця, соціолога, публіциста, письменника, політичного, громадського і державного діяча — Михайла Сергійовича Грушевського. М. С. Грушевський сформулював концепцію самостійного історичного розвитку українського народу, окремішного від своїх сусідів як походженням, так і політичним, господарським і культурним життям. Його численні нариси з української історії публікувалися болгарською, чеською, німецькою, французькою, англійською мовами.
Монету введено в обіг 26 вересня 2016 року. Вона належить до серії «Видатні особистості України».

## Опис та характеристики монети
| Номінал грн. | Метал      | Маса, грам | Діаметр, мм. | Якість виготовлення       | Гурт     | Тираж, штук |
| ------------ | ---------- | ---------- | ------------ | ------------------------- | -------- | ----------- |
| 2            | нейзильбер | 12,8       | 31           | спеціальний анциркулейтед | рифлений | 25 000      |

### Аверс
На аверсі монети розміщено: угорі напис «УКРАЇНА», малий Державний Герб України (ліворуч), рік карбування монети «2016» та логотип Банкнотно-монетного двору Національного банку України (праворуч); стилізована композиція, що відображає фрагмент кінохроніки, — Михайло Грушевський на тлі військового строю, унизу номінал «2 ГРИВНІ».

### Реверс
На реверсі монети на дзеркальному тлі зображено Михайла Грушевського на фоні книжкової полиці та вгорі написи «МИХАЙЛО/ГРУШЕВСЬКИЙ/1866 — 1934».

## Автори

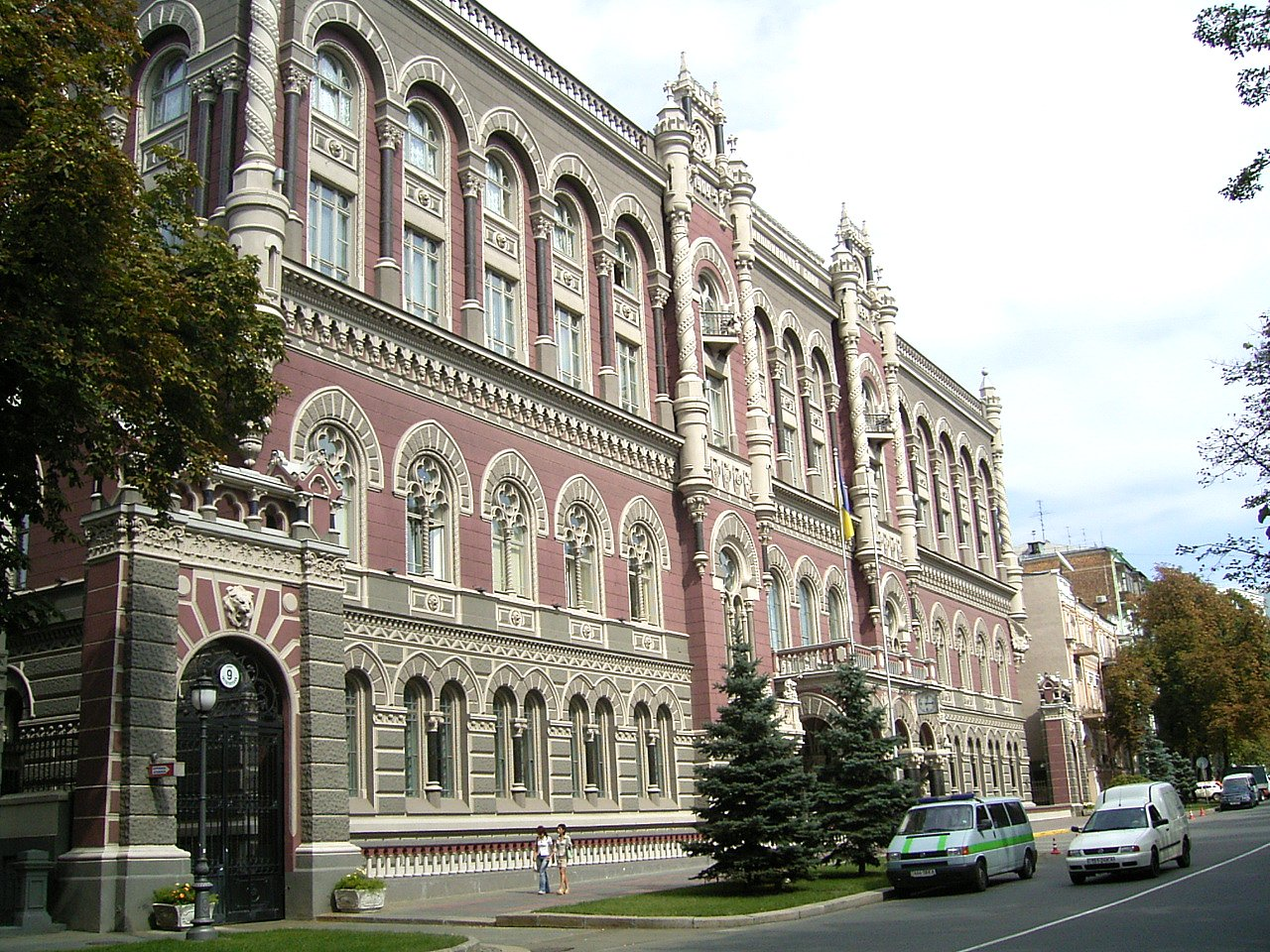
Будівля Національного банку України

- Художник — Атаманчук Володимир.
- Скульптор — Атаманчук Володимир.

## Вартість монети
Під час введення монети в обіг 2016 року, Національний банк України реалізовував монету через свої філії за ціною 30 гривень.
Фактична приблизна вартість монети, з роками змінювалася так:
| Рік        | 2017 | 2018 | 2019 | 2020 | 2021 | 2022 | 2023 | 2024 | 2025 |
| ---------- | ---- | ---- | ---- | ---- | ---- | ---- | ---- | ---- | ---- |
| Ціна, грн. | 60   | 80   | 80   | 80   | 85   | 90   | 150  | 400  | 370  |